# Hemidactylus flaviviridis
Hemidactylus flaviviridis är en ödleart som beskrevs av  Eduard Rüppell 1835. Hemidactylus flaviviridis ingår i släktet Hemidactylus och familjen geckoödlor. Inga underarter finns listade i Catalogue of Life.